# Орден Святого Агнца
Орден Святого Агнца (фин. Pyhän Karitsan ritarikunta) — награда Православной церкви Финляндии. Основан 20 июня 1935 года. Великим магистром ордена является архиепископ Православной церкви Финляндии. Является православным церковным орденом, вручается преимущественно священнослужителям и людям, оказавшим высокие услуги церкви. Носится после всех официальных наград, на военных мундирах запрещён к ношению.

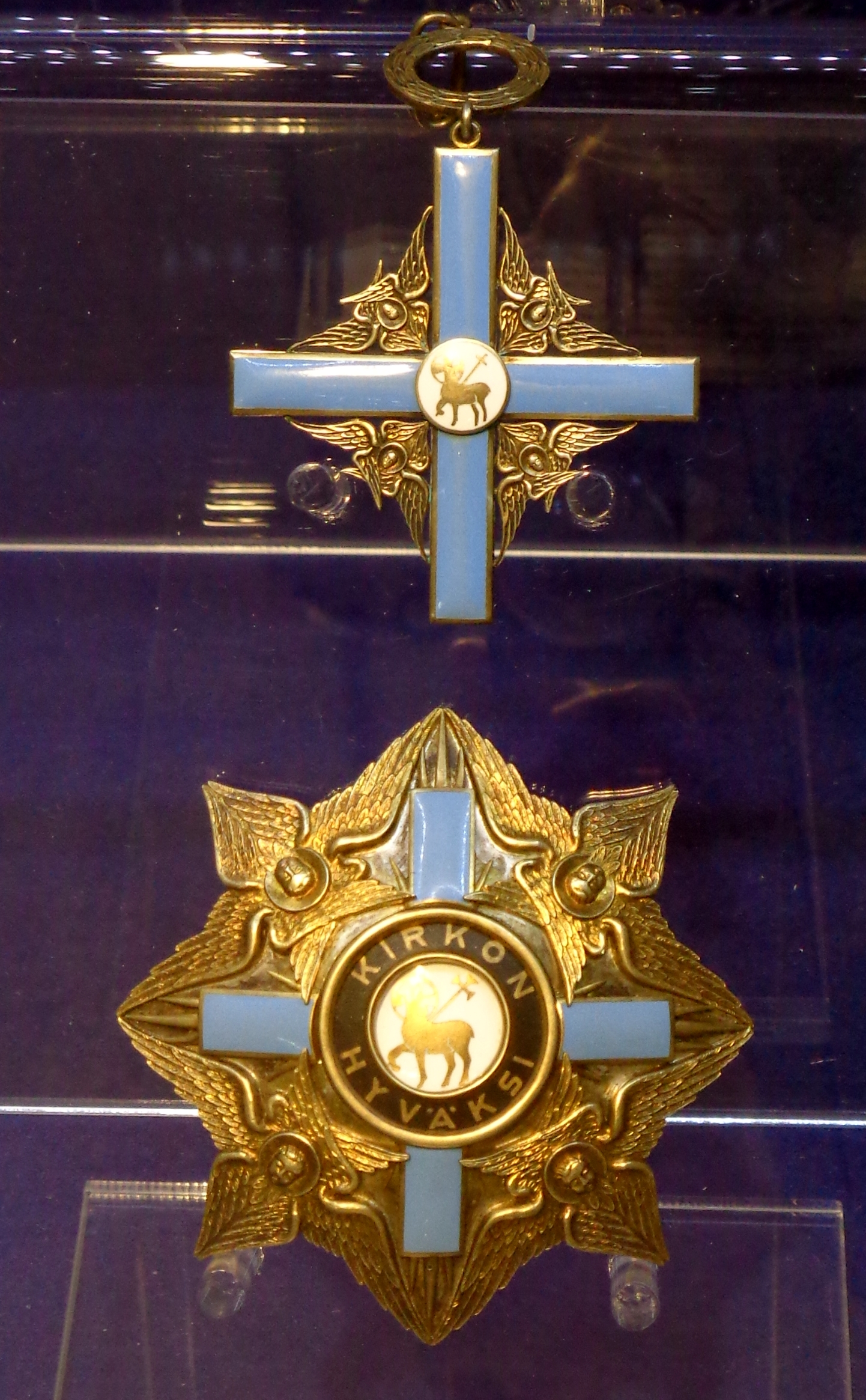
Знак и звезда Большого креста

Включает в себя 7 классов, в том числе два медальных:
1. Большой крест со звездой (фин. Pyhän Karitsan suurristi)
2. Командорский знак 1 класса со звездой (фин. Pyhän Karitsan 1. luokan komentajamerkki)
3. Командорский знак 2 класса (фин. Pyhän Karitsan 2. luokan komentajamerkki)
4. Рыцарский знак 1 класса (фин. Pyhän Karitsan 1. luokan ritarimerkki)
5. Рыцарский знак 2 класса (фин. Pyhän Karitsan 2. luokan ritarimerkki)
6. Медаль 1 класса (фин. Pyhän Karitsan 1. luokan mitali)
7. Медаль 2 класса (фин. Pyhän Karitsan 2. luokan mitali)